# アマンダ・ブキャナー
アマンダ・ブキャナー（Amanda Buckner、1975年 - ）は、アメリカ合衆国の女性総合格闘家。コロラド州ボルダー出身。Academy of MMA所属。元スマックガール無差別級王者。アマンダ・バックナーとも。

## 来歴
2004年11月4日、初参戦となったスマックガールで近藤有希の東京ラストマッチの相手となり、膝十字固めで一本勝ちを収めた。
2006年2月15日、スマックガール無差別級女王タイトルマッチで女王藪下めぐみに挑戦し、フロントチョークで一本勝ち。第2代女王となった。
2007年4月14日、BodogFight: Clash of the Nationsで赤野仁美と対戦し、判定勝ち。
2007年5月19日、スマックガール無差別級女王タイトルマッチで高橋洋子と対戦予定であったが、怪我のため欠場となりタイトルは返上扱いとなった。タイトルは高橋とアリシア・ミーナで争われ、高橋が第3代女王となった。
2008年4月3日、FFF 4で端貴代と対戦し、判定負けを喫した。

## 戦績
| 総合格闘技 戦績 | 総合格闘技 戦績 | 総合格闘技 戦績 | 総合格闘技 戦績 | 総合格闘技 戦績 | 総合格闘技 戦績 | 総合格闘技 戦績 |
| --------------- | --------------- | --------------- | --------------- | --------------- | --------------- | --------------- |
| 17 試合         | (T)KO           | 一本            | 判定            | その他          | 引き分け        | 無効試合        |
| 11 勝           | 1               | 9               | 1               | 0               | 1               | 0               |
| 5 敗            | 1               | 3               | 1               | 0               | 1               | 0               |

| 勝敗 | 対戦相手               | 試合結果                   | 大会名                                                                                    | 開催年月日     |
| ×    | 端貴代                 | 3分3R終了 判定0-3          | FFF 4: Call of the Wild                                                                   | 2008年4月3日   |
| ○    | 赤野仁美               | 5分3R終了 判定3-0          | BodogFight: Clash of the Nations                                                          | 2007年4月14日  |
| ○    | ジュリー・ケッツィー   | 1R 2:21 フロントチョーク   | BodogFight: Clash of the Nations                                                          | 2006年12月16日 |
| ×    | タラ・ラローサ         | 3R 4:31 チョークスリーパー | BodogFight: To the Brink of War                                                           | 2006年8月22日  |
| ○    | シェイナ・ベイズラー   | 3R 3:03 TKO（パンチ連打）  | Mix Fighting Championships: USA vs. Russia 3                                              | 2006年6月3日   |
| ○    | 藪下めぐみ             | 1R 3:45 フロントチョーク   | SMACKGIRL 2006 〜女神降臨〜 【スマックガール無差別級女王タイトルマッチ】                  | 2006年2月15日  |
| ○    | シェイナ・ベイズラー   | 1R 4:28 腕ひしぎ十字固め   | Ring of Fire 20: Elite                                                                    | 2005年12月10日 |
| ○    | Heather Soderquist     | 1R 1:17 フロントチョーク   | IFC: Mayhem in Montana 【IFC全米女子ミドル級王座決定戦】                                  | 2005年4月30日  |
| ○    | アリサ・キャントウェル | 1R 1:24 フロントチョーク   | Ring of Fire 15: Inferno 【ROF女子ライト級タイトルマッチ】                                | 2005年2月12日  |
| ○    | 近藤有希               | 2R 0:41 膝十字固め         | SMACKGIRL 2004 〜近藤有希引退記念興行〜                                                   | 2004年11月4日  |
| ×    | ローラ・ディオーガスト | 2R 3:39 チョークスリーパー | Reality Fighting 7                                                                        | 2004年10月16日 |
| △    | ローラ・ディオーガスト | 5分2R終了 ドロー           | Reality Fighting 5                                                                        | 2003年11月1日  |
| ○    | ジュネル・マルケス     | 1R 2:48 アキレス腱固め     | IFC: Global Domination                                                                    | 2003年9月6日   |
| ×    | Jacqueline Andrade     | 1R 4:00 腕ひしぎ十字固め   | IFC Warriors Challenge 18: Big Valley Brawl 【IFC米大陸女子ライトヘビー級タイトルマッチ】 | 2003年7月19日  |
| ×    | ジェニファー・ホー     | 1R 3:12 KO                 | Extreme Challenge 50                                                                      | 2003年2月23日  |
| ○    | Christine Van Fleet    | 1R 0:39腕ひしぎ十字固め    | Ultimate Athlete 3: Vengence                                                              | 2002年8月10日  |
| ○    | Jennifer Palmer        | 1R ギブアップ（打撃）      | Rocky Mountain Slammer 2                                                                  | 2002年5月11日  |

## 獲得タイトル
- 第2代スマックガール無差別級女王
- IFC全米女子ミドル級王座[2]
- 第6回 アブダビコンバット 女子無差別級 3位（2005年）